# Panarea

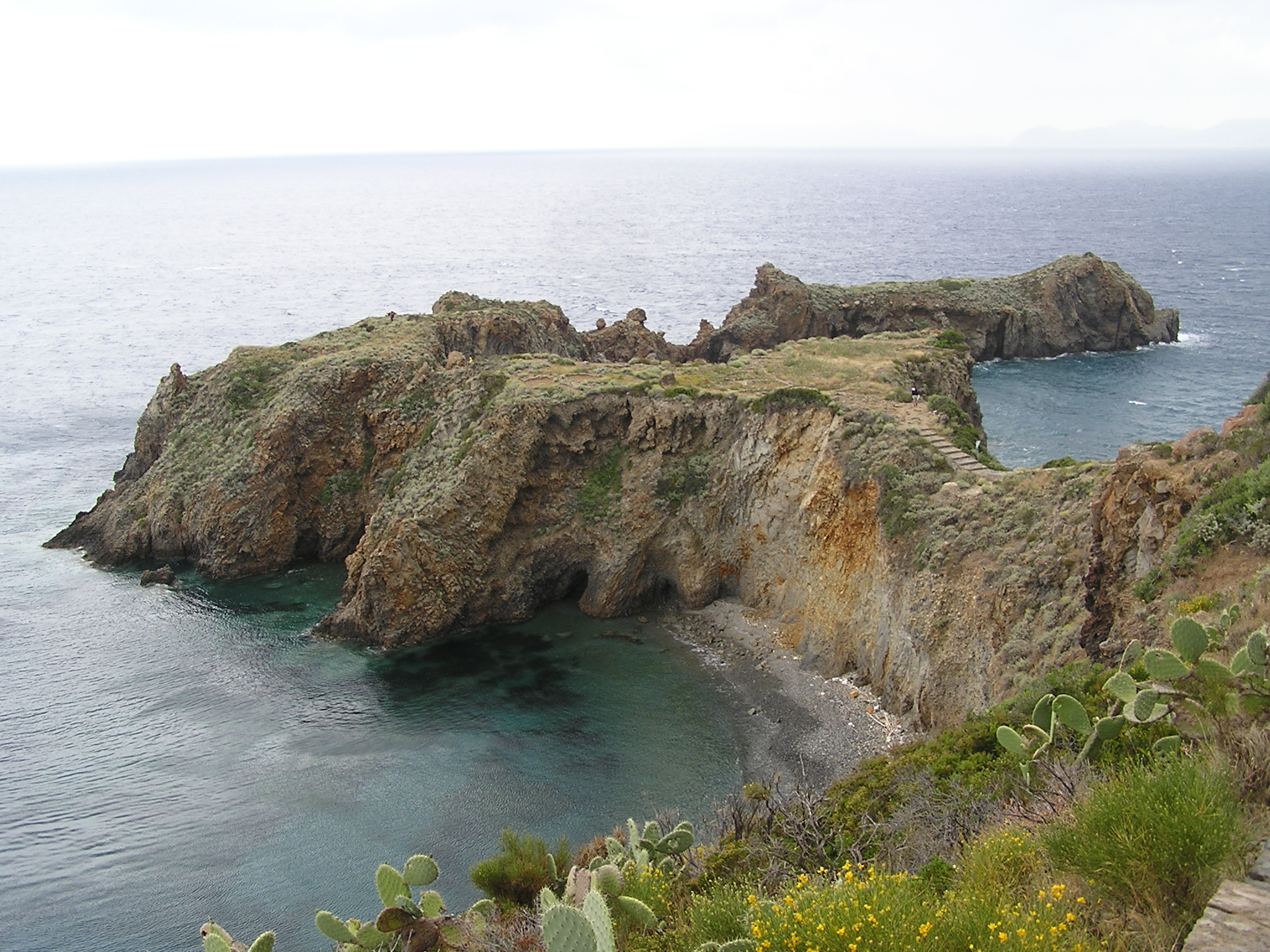
Capo Milazzese, Panarea

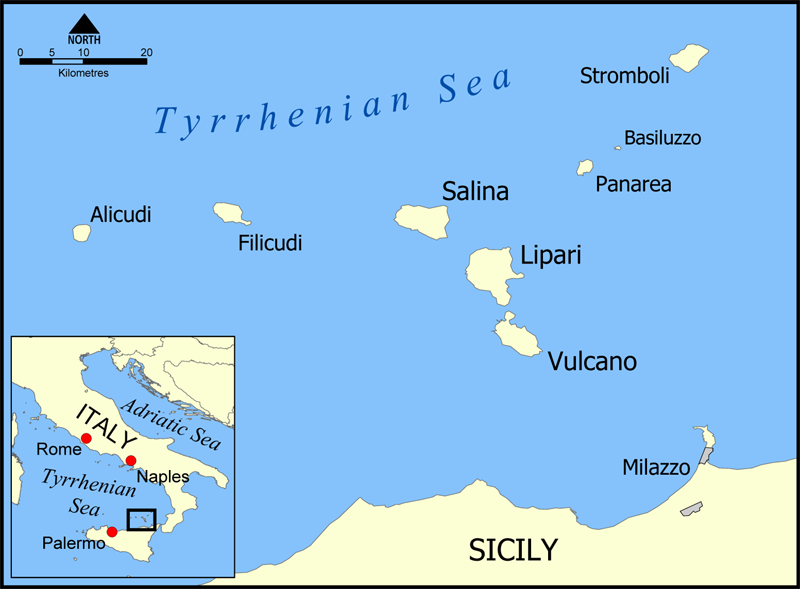
The Aeolian Islands.

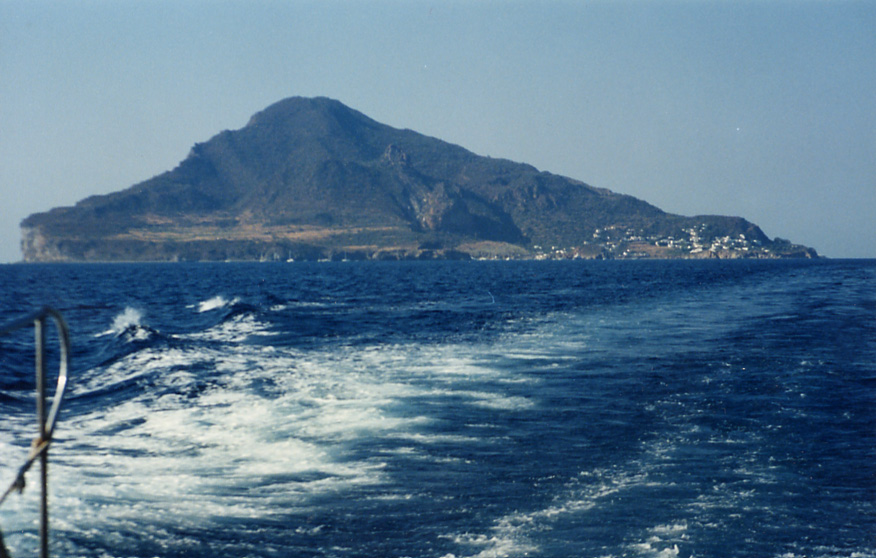
Đảo Panarea nhìn từ phía nam.

Panarea là một đảo nhỏ thứ nhì (sau đảo Basiluzzo) trong 8 đảo của Quần đảo Eolie, trong biển Tyrrhenus, ở phía bắc Sicilia. Về hành chính, Panarea trực thuộc thị xã Lipari.

## Dân số
Hiện có khoảng 280 cư dân sống quanh năm trên đảo; tuy nhiên về mùa hè có rất nhiều du khách tới nghỉ ở đảo này. Trong các năm gần đây, đảo này nổi tiếng thế giới về có nhiều du khách tới thăm.

## Địa lý
Đảo này là một đảo núi lửa đã ngưng hoạt động, với diện tích vỏn vẹn có 3,4 km². Điểm cao nhất trên đảo là Punta del Corvo, cao 421 m trên mực nước biển. Có các suối nước nóng gần thôn Punta di Peppe e Maria. Môn thể thao dưới nước được các du khách ưa thích ở đảo nhỏ này là bơi lặn dưới nước (trang bị bộ đồ lặn với bình oxy). Các du khách cũng có thể bơi lặn vào xem xác tàu chìm giữa các khối đá ngoài khơi Lisca Bianca và Bottaro.

## Lịch sử
Tên thời cổ của đảo Panarea là "Euonymus"; đảo nhỏ Basiluzzo ở bên cạnh, do Panarea quản lý, thời cổ tên là "Hycesia". Các bằng chứng khảo cổ cho biết đảo đã có người thành Mycenae (Hy Lạp cổ đại) cư ngụ từ khoảng năm 1200 trước Công nguyên, sau đó tới các người La Mã cổ đại. Các người La Mã vẫn cư ngụ ở đây cho tới khi các hải tặc và các bọn cướp biển khác trong vùng Địa Trung Hải tới cướp phá, sau khi Đế quốc La Mã bị sụp đổ.
Cùng với các đảo khác trong Quần đảo Eolie, Panarea đã được UNESCO công nhận là di sản thế giới từ năm 2000.